# Ugajin Tomoya
Ugajin Tomoya (宇賀神 友弥 Ugajin Tomoya,  sinh ngày 23 tháng 3 năm 1988) là một cầu thủ bóng đá người Nhật Bản thi đấu cho Urawa Red Diamonds.

## Thống kê sự nghiệp

### Câu lạc bộ
Cập nhật đến ngày 23 tháng 2 năm 2018.
| Câu lạc bộ                    | Mùa giải            | Giải vô địch | Giải vô địch | Cúp1    | Cúp1      | Cúp Liên đoàn2 | Cúp Liên đoàn2 | AFC     | AFC       | Khác3   | Khác3     | Tổng    | Tổng      |
| Câu lạc bộ                    | Mùa giải            | Số trận      | Bàn thắng    | Số trận | Bàn thắng | Số trận        | Bàn thắng      | Số trận | Bàn thắng | Số trận | Bàn thắng | Số trận | Bàn thắng |
| ----------------------------- | ------------------- | ------------ | ------------ | ------- | --------- | -------------- | -------------- | ------- | --------- | ------- | --------- | ------- | --------- |
| Ryutsu Keizai University F.C. | 2006                | 2            | 0            | 0       | 0         | –              | –              | –       | –         | –       | –         | 2       | 0         |
| Ryutsu Keizai University F.C. | 2007                | 1            | 0            | 0       | 0         | –              | –              | –       | –         | –       | –         | 1       | 0         |
| Ryutsu Keizai University F.C. | 2008                | 18           | 2            | 2       | 1         | –              | –              | –       | –         | –       | –         | 20      | 3         |
| Ryutsu Keizai University F.C. | 2009                | 10           | 3            | 1       | 0         | –              | –              | –       | –         | –       | –         | 11      | 3         |
| Ryutsu Keizai University F.C. | Tổng                | 31           | 5            | 3       | 1         | –              | –              | –       | –         | –       | –         | 34      | 6         |
| Urawa Red Diamonds            | 2009                | 0            | 0            | 1       | 0         | 0              | 0              | –       | –         | –       | –         | 1       | 0         |
| Urawa Red Diamonds            | 2010                | 26           | 2            | 2       | 1         | 4              | 0              | –       | –         | –       | –         | 32      | 3         |
| Urawa Red Diamonds            | 2011                | 14           | 0            | 3       | 0         | 4              | 0              | –       | –         | –       | –         | 21      | 0         |
| Urawa Red Diamonds            | 2012                | 20           | 2            | 2       | 0         | 4              | 2              | –       | –         | –       | –         | 26      | 4         |
| Urawa Red Diamonds            | 2013                | 31           | 1            | 0       | 0         | 5              | 0              | 5       | 0         | –       | –         | 36      | 1         |
| Urawa Red Diamonds            | 2014                | 31           | 3            | 1       | 1         | 4              | 0              | –       | –         | –       | –         | 36      | 4         |
| Urawa Red Diamonds            | 2015                | 31           | 1            | 3       | 1         | 2              | 0              | 3       | 0         | 1       | 0         | 40      | 2         |
| Urawa Red Diamonds            | 2016                | 26           | 3            | 1       | 0         | 4              | 0              | 5       | 1         | 2       | 0         | 39      | 4         |
| Urawa Red Diamonds            | 2017                | 22           | 0            | 1       | 0         | 0              | 0              | 6       | 1         | 2       | 0         | 32      | 1         |
| Urawa Red Diamonds            | Tổng                | 201          | 12           | 14      | 3         | 27             | 2              | 19      | 2         | 5       | 0         | 187     | 13        |
| Tổng cộng sự nghiệp           | Tổng cộng sự nghiệp | 232          | 17           | 17      | 4         | 27             | 2              | 19      | 2         | 5       | 0         | 222     | 19        |

1Bao gồm Cúp Hoàng đế Nhật Bản.
2Bao gồm J. League Cup.
3Bao gồm Siêu cúp Nhật Bản, J. League Championship và Giải bóng đá Cúp câu lạc bộ thế giới.

## Danh hiệu

### Câu lạc bộ
Urawa Red Diamonds
- Giải vô địch bóng đá các câu lạc bộ châu Á: 2017
- J.League Cup: 2016